# 휘경동
휘경동(徽慶洞)은 서울특별시의 동대문구에 위치한 동의 명칭이다.

## 개요
휘경동은 조선시대 말기 순조의 생모 수빈 박씨의 묘소 휘경원(徽慶園)이 있는 데에서 유래된다. 수빈 박씨는 판돈령부사 박준원의 셋째딸로 태어났다. 정조 11년 왕실의 후사를 잇기 위한 후궁 간택에 차점이었고 삼간에 명원으로 뽑혔다. 궁호는 가순궁. 이어서 정조 14년 6월에는 원자(후일의 순조)가 창덕궁 집복헌에서 탄생하니 조정이 기뻐하였다. 정조 24년에는 원자가 세자에 책봉되고, 그 해 6월 왕이 승하하니 왕위를 계승하였는데 이 때 순조의 나이 겨우 11세이었다. 때문에 정순왕후가 수렴청정하였지만, 생모인 수빈의 부조도 컸던 것이다. 수빈 박씨는 1822년 순조 22년 세상을 떠났다. 순조는 양주군 배봉산 아래 휘경동 산 7∼8번지를 묘역으로 정하고, 1823년 순조23년 2월 27일을 택하여 장례식을 거행하였으며 묘소를 ‘휘경’(徽慶)으로 하였던 것이다. 그 뒤로 순조는 세자를 데리고 자주 이곳 휘경원에 거동하니, 당시 한적한 마을이던 휘경원 일대는 세상에 널리 알려지고 이름도 ‘휘경원’ 또는 ‘휘경리’로 불렀다. 땅이름으로 부르기 시작한 휘경동은 처음에는 휘경원으로 부르다가 차츰 휘경리, 휘경동 등으로 고쳤다. 
조선 시대에는 양주군 남면(지금의 양주군 남면과 전혀 다른 지역이었다.) 휘경리였다. 훗날 고양주면 휘경리로 바뀌었고 인접한 전농리, 청량리 일부지역 역시 이에 해당됐으며, 1894년 갑오개혁 때에는 동서 인창동 동소문 외계 휘경원으로, 1936년 4월 1일 경성부 확장에 따라 경기도에서 경성부로 편입되면서 ‘휘경정’으로 칭하였고, 1943년 6월 10일 구제 실시로 동대문구에 속하게 되었다. 광복후 일제식 동명을 우리 고유의 명칭으로 고칠 때 ‘휘경원’을 현재 명칭인 ‘휘경동’으로 고쳐 부르게 하였다. 1980년 7월 1일 인구의 증가로 면목동의 일부를 포함시켜 휘경2동이 분동되었다.

## 법정동
- 휘경동

## 교육
- 서울휘경초등학교
- 휘경중학교
- 휘경여자중학교
- 휘경여자고등학교
- 휘경공업고등학교
- 휘봉고등학교
- 삼육보건대학
- 전동중학교

## 교통
- ● 수도권 전철 1호선
  - 회기역
- ● 수도권 전철 경의·중앙선
  - 회기역

## 의료기관
- 삼육서울병원

## 같이 보기
- 대한민국의 행정 구역